# Classificação dos povos indígenas da América
Os etnólogos geralmente reconhecem os nativos americanos divididos em diversas regiões geográficas e com traços culturais comuns:

## Estados Unidos e Canadá

### Grupo Árctico
- Esquimós
  - Aleútes
  - Inuit
  - Yupik

### Grupo Subárctico
- Ahtna (Ahtena, Nabesna)
- Atikamekw
- Babine
- Bearlake
- Castor
- Carrier
- Chipewyan
- Chilcotin
- Cree
- Degexit'an (Ingalik)
- Dogrib
- Han
- Hare
- Holikachuk
- Innu
- Kaska (Nahane)
- Kolchan (Kuskowim superior)
- Koyukon
- Kutchin
- Montagnais
- Montanheses
- Naskapi
- Nishka
- Ojibwa
- Sekani
- Slavey (Dialetos: Rio Hay, Simpson Providence, Liard, Forte Nelson)
- Tagish
- Tahltan
- Baixo Tanana
- Médio Tanana
- Alto Tanana
- Tanacross
- Tanaina (Dialetos: Enseada Externa, Enseada Superior, Iliama, Interior, Kachemak Bay, Kenai, Rio Susitna)
- Tlingit interior
- Tsetsaut
- Tsimishian
- Northern Tutchone
- Southern Tutchone
- Wet'suweten
- Faca amarela

### Califórnia
- Achomawi (Índios do Rio Pit)
- Antoniaño
- Atsugewi
- Rio do Urso
- Cahuilla
- Campo
- Chemehuevi
- Chukchansi
- Chumash (Dialetos: Rosenho, Purisimenho, Barbarenho, Inezenho, Venturenho, Obispenho, Santa Paula, Cruzenho, Emigdiano Allilik)
- Chilula
- Chimariko
- Costanoano (Dialetos: Ramaytush, San José, Juichen, Chochenho, Tamyen, Awaswas, Chalon, Mutsun, Rumsen)
- Cupenho
- Esselen
- Giamina
- Huchnom
- Hupa
- Ipai
- Jamul
- Juanenho
- Kamia
- Karok
- Kato
- Kiliwa
- Kitanemuk
- Klamath
- Konomihu
- Konkow
- Kumeyaay (Dieguenho)
- Lassik
- Luisenho
- Maidu
- Mattole
- Mesa Grande
- Miguelenho
- Índios Missioneiros
- Miwok (Me-wuk)
- Modoc
- Mohave
- Monache
- Nakipa
- Nisenan
- Nomlaki
- Nongatl
- Ohlone
- Paipai (Akwa'ala)
- Paiute
- Patwin
- Pomo
- Quechan
- Rumsen
- Salinan
- San Clemente
- San Nicolas
- Santa Catalina
- Serrano
- Shasta
- Sinkyone
- Tache
- Tachi
- Tataviam
- Tipai
- Tolowa
- Tongva
- Tsnungwe
- Tubatulabal
- Wailaki
- Wappo
- Washoe
- Whilkut
- Wintu
- Wintun
- Wiyot
- Yahi
- Yana
- Yocha Dehe
- Yokuts
- Yuki
- Yuki do Litoral
- Yurok

### Florestas Orientais
- Accohannock    (Maryland)
- Algonquino (baixo vale do rio Saint Lawrence)
- Algonquinos Outaouais e Abitibi (Quebec)
- Beothuk (antes na Terra Nova, extinto)
- Caniba
- Conoy
- Erie
- Etchemin Quebec (Maliseet)
- Raposa
- Ho-Chunk
- Huron/Wyandot (Ontário, ao sul da Baía Georgian, Oklahoma e Wendake, Quebec)
- Illinois (ou Illini, no Illinois)
- Iroqueses  (Nova York)
  - Cayuga
  - Mohawk (Kahnawake, Quebec)
  - Oneida
  - Onondaga
  - Sêneca
  - Tuscarora
- Kickapoo (Illinois, Missouri, Kansas, Oklahoma, Texas)
- Laurenciano
- Lenni-Lenape (Pensilvânia, Delaware, Nova Jérsei e Oklahoma)
- Loup A
- Loup B
- Maliseet  (Maine, Quebec e New Brunswick, Canadá)
- Mascouten
- Massachusett  (Massachusetts)
- Menominee
- Miami  (Indiana, Oklahoma)
- Mingo     (Pennsylvania, Ohio)
- Mohicans
  - Mahican
  - Mohegan
  - Pequot
- Montauk Nova York
- Munsee
- Nanticoke
- Narragansett Rhode Island
- Natick
- Neutros
- Nipissing
- Nipmuc  Massachusetts
- Ojibwe (ou Chippewa, Anishaabe, em Michigan, Minnesota, Wisconsin, Dakota do Norte, Montana)
- Oji-Cree
- Ottawa
- Paugusset  (Connecticut)
- Passamaquoddy (Maine)
- Penobscot  (Maine)
- Peoria (Illinois e Oklahoma)
- Petun
- Pocumtuk
- Poospatuck    (Nova York)
- Potawatomi  (Michigan)
- Powhatan  (Virgínia)
- Quiripi
- Ramapough Mountain Indians Nova Jérsei
- Hopewell Ohio e Black River
- Sauk
- Saulteaux
- Secotan
- Shawnee  (Ohio, Pensilvânia, a maioria em Oklahoma)
- Shinnecock    Nova York
- Souriquoian
- Susquahannock
- Tarrantine Tarranteen
  - Abenaki
  - Micmac
- Unalachtigo
- Unami
- Unquachog
- Wampanoag  Massachusetts
- Wappinger
- Wawenoc
- WEA
- Wenro
- Wyandot/Huron Ontário, ao sul da Baía Georgian, Oklahoma e Wendake, Quebec

### Grande Bacia
- Bannock
- Chemehuevi
- Gosiute  Utah
- Kawaiisu
- Koso
- Mono
- Vale Owen
- Paiute do Norte (Califórnia, Nevada, Oregon, Arizona)
- Paiute do Sul (Kaibab)
- Panamint
- Paviotso
- Shoshone ou Shoshoni (Nevada, Wyoming, Califórnia)
  - Shoshone do Rio Wind
- Tümpisa
- Ute (Utah, Colorado)
- Washoe (Nevada, Califórnia)

### Planalto
- Cayuse  Oregon
- Celilo (Wayampam)
- Upper Chinookan (Dialetos: Clackamas, Cascades, Hood River Wasco, Wishram Kathlamet, Wishram, Cathlamet, Multnomah,
- Columbian (Dialects:  Wenatchee, Sinkayuse, Chelan)
- Coeur d'Alene Idaho
- Colville  Washington
- Upper Cowlitz
- Flatbow
- Flathead
- Fountain
- John Day
- Kalispel  Washington
- Kittitas
- Klamath
- Klikitat  Washington
- Kootenay (Kutenai)  Idaho
- Lakes
- Lillooet
- Lower Snake (Chamnapam, Wauyukma, Naxiyampam)
- Modoc
- Molala (Molale)  Oregon
- Nez Perce     Idaho
- Nicola
- Okanagan (Dialetos: Nórdico e Sulino)
- Palus (Palouse)
- Pend'Oreilles
- Rock Creek
- Sahaptin
- Sanpoil
- Shuswap
- Spokane  Washington
- Tenino
- Thompson
- Tygh
- Tygh Valley
- Umatilla   Oregon
- Upper Nisqually (Mishalpan)
- Walla Walla    Oregon
- Wanapum
- Wasco   Oregon
- Yakima  Washington

### Costa Noroeste
- Alsea
- Applegate
- Bella Bella
- Bella Coola
- Calapooia ou Calapuya, ver Kalapuya
- Chasta Costa
- Chehalis (da região superior e da inferior)  Washington
- Chemakum  Washington
- Chetco
- Chilliwak
- Chinook Dialetos: (Lower Chinook ou Chinook Inferior (região), Upper Chinook ou Chinook Superior (região), Clackamas, Wasco)
- Chinook Jargon
- Clatsop
- Clatskanie (Tlatskanie)
- Comox
- Coos {Hanis} Oregon
- Lower Coquille ou Coquille Inferior (região) (Miluk)  Oregon
- Upper Coquille ou Coquille Superior (região)
- Cowichan
- Lower Cowlitz  Washington
- Duwamish  Washington
- Eyak  Alaska
- Galice
- Haida (Dialetos:  Kaigani, Skidegate, Masset)  Alaska
- Haihai
- Haisla
- Halkomelem
- Heiltsuk
- Hoh     Washington
- North Kalapuya ou Kalapuya do Norte (Dialetos: Yamhill or Yamel, Tualatin ou Tfalati ou Atfalati)
- Central Kalapuya ou Kalapuya Central (Dialetos: Santiam, Mary's River, Lakmiut, Ahantchuyuk, Lower McKenzie ou Mohawk)
- South Kalapuya ou Kalapuya do Sul (Yonkalla ou Yoncalla)
- Kimsquit
- Kitimat
- Klallam (Clallam,Dialetos: Klallam (Lower Elwha ou Elwha Inferior (região)), S'Klallam (Jamestown), S'Klallam (Port Gamble))
- Klemtu
- Klickitat
- Koskimo
- Kwalhioqua
- Kwakiutl
- Kwalhioqua
- Kwantlem
- Kwatami
- Upper Illinois or (Rogue River) Oregon, California
- Lummi     Washington
- Lushootseed
- Makah     Washington
- Muckleshoot    Washington
- Musqueam
- Nanaimo
- Niskwalli
- Nooksack  Washington
- Nisqually  Washington
- Pentlatch
- Puyallup  Washington
- Quileute  Washington
- Quinault  Washington
- Rivers Inlet
- Saanich
- Samish
- Sauk-Suiattle Washington
- Sechelt
- Shoalwater Bay Tribe Washington
- Siletz  Oregon
- Siuslaw  Oregon
- Skagit
- Skokomish  Washington
- Sliammon
- Snohomish
- Songish
- Sooke
- Squaxin Island Tribe Washington
- Spokane Washington
- Stillaguamish Washington
- Squamish  Washington
- Swinomish  Washington
- Tait
- Takelma  Oregon
- Talio
- Tillamook (Nehalem) Oregon
- Tlatlasikoala
- Tlingit  Alaska
- Tolowa-Tututni
- Tsimshian (Dialects: Hartley Bay, Prince Rupert, Gitando, Kitkatla)
- Tulalip  Washington
- Twana
- Lower Umpqua  Oregon
- Upper Umpqua  Oregon
- Upper Skagit Washington
- Wikeno
- Yaquina

### Planícies
- Aranama
- Arapaho  Wyoming, Oklahoma
- Arikara (aka Arikaree or Ree) North Dakota
- Assiniboine    Montana [Ft. Peck Indian Reservation: Assiniboine and Lakota (Sioux) ]
- Atsina
- Besawunena
- Blackfeet (Dialects: Blackfoot, Blood, Piegan)  Montana
- Brule
- Caddo
- Cheyenne  Montana, South Dakota; Oklahoma
- Chickasaw  Oklahoma
- Comanche  Oklahoma
- Crow (Absaroka or Apsáalooke) Montana, South Dakota
- Plains Cree  Montana
- Dakota
- Gros Ventre
- Hasinai
- Hidatsa  North Dakota
- Iowa (Ioway) Kansas, Nebraska, Oklahoma
- Karankawa Texas
- Kaw (Kansa)   Oklahoma
- Kiowa     Oklahoma
- Kitsai
- Lakota (Sioux) South Dakota, North Dakota, Nebraska
- Lipan
- Mandan  North Dakota
- Missouri (Missouria) Missouri
- Nawathinehena
- Oglala
- Plains Ojibwe
- Omaha   Nebraska
- Mississaugas
- Osage     Oklahoma
- Otoe ( also spelled Oto) Oklahoma
- Ottawa Michigan; Oklahoma
- Pawnee (Dialects: South Band, Skiri)  Oklahoma
- Piegan
- Plains Apache  Oklahoma
- Ponca     Nebraska, Oklahoma
- Quapaw (Arkansas)  Arkansas, Oklahoma
- Santee
- Sarsi (Sarcee)
- Sauk (originally Great Lakes now Kansas, Oklahoma, Iowa
- Siksika
- Sioux (Lakota, Dakota, Nakota) Minnesota, Nebraska, North Dakota, South Dakota)
- Stoney
- Tamique
- Teton
- Tonkawa  Oklahoma
- Wichita  Oklahoma [Affiliated Tribes - Wichita, Waco, Tawakoni, Keechi]
- Wyandot  Ontario, Michigan
- Yankees Norte e bacia
- Yankton
- Yanktonai

### Sudeste
- Adai
- Ais (Flórida)
- Akokisa
- Alabama (Alabama)
- Apalaches (Flórida)
- Atakapa
- Bidai
- Biloxi (Mississípi)
- Caddo (Arkansas, Luisiana, Oklahoma, Texas)
- Calusa (Flórida)
- Catawba  (Carolina do Sul)
- Chatot
- Chawasha
- Cheroqui (Carolina do Norte; depois Oklahoma)
- Chiaha
- Chickahominy (Virgínia)
- Chickamauga
- Chickasaw (Mississípi, Carolina do Sul, Carolina do Norte, depois Oklahoma)
- Chitimacha    (Luisiana)
- Choctaw  (Luisiana, Mississípi, Alabama; depois Oklahoma)
- Creek (Alabama; Oklahoma, Geórgia)
- Coushatta (Luisiana)
- Coharie (Carolina do Norte)
- Cusabo
- Hitchiti
- Houma (Luisiana)
- Iswa
- Jeaga (Flórida)
- Koasati
- Lumbee (Carolina do Norte)
- Mattaponi (Virgínia)
- Meherrin (Carolina do Norte)
- Mikasuki (Flórida)
- Mobile
- Mocama
- Monacan (Virgínia)
- Nansemond (Virgínia)
- Natchez (Mississípi, Luisiana)
- Nottoway
- Ofo
- Pamlico (Carolina)
- Pamunkey (Virgínia)
- Pee Dee (Carolina do Sul, Carolina do Norte)
- Pensacola
- Rappahannock (Virgínia)
- Saponi
- Seminole (Flórida; Oklahoma)
- Taensa
- Tawasa
- Tekesta (Flórida)
- Timucua (Utina, Flórida)
- Topachula  (Flórida)
- Tuskegee
- Tutelo
- Tunica (Mississípi)
- Waccamaw (Carolina do Norte, Carolina do Sul)
- Woccon
- Yamasee
- Yuchi

### Sudoeste
- Ak Chin (Arizona)
- Apaches  (Arizona, Novo México, Oklahoma)
  - Apache ocidental
  - Chiricahua
  - Jicarilla
  - Mescaleros
- Cochimi (Baixa Califórnia)
- Cochiti
- Cocopa (Arizona)
- Halchidhoma
- Hano
- Hualapai
- Havasupai (Arizona)
- Hohokam (Arizona)
- Hopi (Arizona)
- Jumano
- Karankawa
- Kavelchadhom
- Laguna
- Los Luceros
- Maricopa
- Mojave
- Nambe
- Navajos (Arizona, Novo México)
- Opata
- Pueblo ou Acoma
  - Isleta
  - Isleta del Sur
  - Jemez
  - Keres
  - Pecos
  - Picuris
  - Sandia ou Nafiat
  - San Carlos
  - San Felipe
  - San Idelfonso
  - San Juan
  - Santa Ana
  - Santa Clara
  - Santo Domingo
  - Taos
  - Tesuque
  - Tewa
  - Tigua
  - Zia
  - Zuni
- Pericu  (Baixa Califórnia)
- Pima (Arizona)
  - Pima Bajo
- Piro
- Qahatika
- Quechan  (Arizona)
- Seri
- Suma
- Toboso
- Tohono O'odham ou Papago (Arizona)
- Tonto do Norte
- Tonto do Sul
- Waicuri ou Guaicura (Baixa Califórnia)
- Walapai
- White Mountain
- Yavapai ver Yavapai-Apache Nation, Yavapai-Prescott (Arizona)
- Yuma (Quechan)

## América Central e América do Sul
Os índios da América Central e da América do Sul geralmente são classificados por sua língua, região e semelhanças culturais.

### Caribe
- Aruaque
  - Taino
  - Lucayan
- Caribes
- Ciboney
- Kuna

### Mesoamérica
- Asteca
- Huasteca
- Lenca
- Maia
  - Mam
  - Quiché
- Mazateca
- Mixteca
- Olmeca
- Tarascano
- Teotihuacan
- Tolteca
- Totonaca
- Zapoteca

### Andes
- Quéchua ou Inca
- Aimará
- Diaguita
- Atacamenho
- Saraguro
- Chachapoya
- Chibcha ou Muísca
- Tairona

### Região Sub-Andina
- Pano
- Jivaro
- Moche
- Chimu

### Amazonas Ocidental
- Tucanos

### Amazonas Central
- Aruaque
- Tupi
  - Caiapó
  - Tapirape

### Amazonas Oriental e Sul
- Gê ou Jê
  - Bororo
  - Kaingang
- Tupi
- Guarani
- Krenak
- Potiguara
- Guajajara
- Tupinambá
- Carijó
- Goitacazes
- Temiminó
- Caetés
- Cariri
- Wai-wai
- Carajá
- Cinta-Larga
- Parintintin
- Tapajó
- Tikuna
- Yanomami
- Pataxó
- Txucarramãe
- Poyanaua
- Ashaninka
- Kaxinauá
- Manchineri
- Jaminawa
- Arara
- Shanenawa
- Katuquina
- Kulina
- Madijá
- Xukuru
- Tremembés
- Tapeba
- Tabajaras
- Tumbalalá
- Caingangues
- Mundurucu
- Guaicuru
  - Kadiwéu
- Avá-Canoeiro
- Xingu
- Tamoio

### Cone Sul
- Araucanos ou Mapuche
- Puelche
- Tehuelche
- Yamana
- Kaweshkar
- Selknam

## Áreas culturais indígenas no Brasil
As áreas culturais indígenas do Brasil conforme Galvão (1979: 206, 208):
- I - Norte-Amazônica
  - Núcleo A
    - Parukoto-Xaruma, Warikyana, Pianokoto-Tiriyó, Urukuyana, Aparai (karib)
    - Oeste - Makuxi, Taulipang (karib)
    - Leste - Oiampi, Emerilon (tupi); Palikur (aruak); Galibi (karib)
    - Norte - Kalina; Waiwai (karib)

  - Núcleo B: Xirianá, Waiká, Waharibo, Pakidai (Xirianá)
  - Núcleo C: Baniwa (aruak), Tariana (aruak), Tukano, Desana, Kobewa, Piratapuio (tukano-betoya); Maku; Tukuna
- II - Juruá-Purus: Ipurinã, Paumari, Iamamadi (aruak), Marinawa, Kaxinawa, Iaminawa, Katukina (Pano); Katukina
- III - Guaporé
  - Núcleo A: Grupes Txapakura
  - Núcleo B: Tupari (tupi)
  - Núcleo C: Nambikwara (Nambikwarà)
- IV - Tapajós-Madeira
  - Núcleo A: Munduruku, Maué (tupi)
  - Núcleo B: Grupos Kawahyb (tupi)
- V - Alto Xingu
  - Kamaiurá, Aueti (tupi)
  - Waurá, Mehinaku, Iawalapiti (aruak)
  - Kalapalo, Bakairi, Kuikuro (karib)
  - Suiá (jê) [intrusivo antigo]
  - Juruna (tupi) [intrusivo recente]
- VI - Tocantins-Xingu
  - Núcleo A: Timbira, Canela, Apinayé, Kraho (jê)
  - Núcleo B: Xerente, Akwê-Xavante (jê)
  - Núcleo C
    - Grupos Kayapó, Gavião (jê)
    - Parakanã, Asurini (tupi)
    - Tapirapé (tupi)
    - Karajá (macro-jê)
    - Bororo (otuke)
- VII - Pindaré-Gurupi:
  - Tenetehara: Tembé e Guajajara (tupi)
  - Urubu-Kaapor (tupi)
  - Guajá (tupi)
- VIII - Paraguai: Kadiweu (mbaya); Terena (aruak)
- IX - Paraná: Nandeva, Kaiwá, Mbyá (Guarani)
- X - Tietê-Uruguai: Grupos Kaingang (jê)
- XI - Nordeste
  - Fulniô (carnijó)
  - Potiguara (tupi)
  - Pankararu (pankararu)
  - Atikum (não classificado)
  - Xokó (não classificado)
  - Pataxo (pataxo)
  - Tuxá (não classificado)
  - Kariri (kariri)
  - Xukuru (não classificado)
  - Maxakali (maxakali)